# Phytocoris fuscipennis
Phytocoris fuscipennis är en insektsart som beskrevs av Knight 1934. Phytocoris fuscipennis ingår i släktet Phytocoris och familjen ängsskinnbaggar. Inga underarter finns listade i Catalogue of Life.